# عملية كربلاء 9
عملية كربلاء 9 (بالفارسية: عملیات کربلای 9) كانت عملية هجومية خلال حرب الخليج الأولى، أطلقها جيش الجمهورية الإسلامية الإيرانية في 9 أبريل 1987 برمز "يا مهدي أدركني". وعلى الرغم من الجهود المبذولة، انتهت العملية دون نتيجة حاسمة، وتكبدت القوات الإيرانية خسائر كبيرة نتيجة الفخاخ العديدة التي أعدتها القوات العراقية.
كان الهدف من العملية، التي كانت في منطقة قصر شيرين، هو تحرير المرتفعات في المنطقة. وادعت الحكومة الإيرانية أنها تمكنت من تحرير المرتفعات 542 وموقع حدود بابا هادي، وقتلت 1800 جندي عراقي، وأسرَت 55 منهم.
هاجمت القوات الإيرانية الجيش العراقي عبر تجاوز الفخاخ المتفجرة والألغام الأرضية. بعدها، زعمت جمهورية إيران الإسلامية أن جيشها سيطر على مضيق بابادي خلال ثلاث ساعات وأجبر بقية القوات العراقية على الانسحاب من المنطقة.